# 石勒苏益格-荷尔斯泰因足球协会联赛
石勒苏益格-荷尔斯泰因足球协会联赛（德語：Verbandsliga Schleswig-Holstein）是德国北部石勒苏益格-荷尔斯泰因州自2008年以来的第三级足球联赛以及德国足球联赛系统中的第七级赛事。它由石勒苏益格-荷尔斯泰因足球协会主办并由4个平行运作的区域性协会联赛组成。

## 架构
随着2007-08赛季结束，至此原有的石勒苏益格-荷尔斯泰因协会联赛更名为石勒苏益格-荷尔斯泰因联赛，并正式构成现时德国足球联赛系统中第五级的高级联赛之一。石勒苏益格-荷尔斯泰因联赛当前包含18支球队。如今的石勒苏益格-荷尔斯泰因的四个区域性协会联赛则是自2008年起取代了原有的行政区高级联赛（Bezirksoberliga），这使得石勒苏益格-荷尔斯泰因足球协会此后再无行政区级赛事。因此，它们现在是位居石勒苏益格-荷尔斯泰因联赛之下的第六级赛事，其冠军（常规情况下）可以直接升入石勒苏益格-荷尔斯泰因联赛。协会联赛之下是石勒苏益格-荷尔斯泰因足协最末端的12个县级联赛，这就形成了位于石勒苏益格-荷尔斯泰因境内的第七级赛事。其数量自2014-15赛季缩减为11个，因为施托尔曼县和劳恩堡县组成了一个共同的县级联赛。

### 县级足球协会
（所附地图展示的是行政划分，并非在所有情况下都与县级足球协会相一致，仅提供粗略的方向。）
- 西北协会联赛：北弗里斯兰县、石勒苏益格-弗伦斯堡县、迪特马尔申县（独立的弗伦斯堡县级足协已不复存在）
- 东北协会联赛：伦茨堡-埃肯弗德县、基尔、普伦县
- 西南协会联赛：斯坦堡县（但与迪特马尔申县共用一个县级联赛）、塞格贝格县、新明斯特
- 东南协会联赛：东荷尔斯泰因县、吕贝克、劳恩堡县、施托尔曼县

平讷贝格县的俱乐部无一例外都从属于汉堡足球协会管辖，类似的情况也出现在施托尔曼县（例如东斯泰因贝克）、劳恩堡县（例如达森多夫）以及塞格贝格县（例如和睦诺德施泰特）的南部地区。

## 石勒苏益格-荷尔斯泰因的协会联赛历史
协会联赛的名称自1968年以来在石勒苏益格-荷尔斯泰因使用：最初至1978年是作为石勒苏益格-荷尔斯泰因的最高级别赛事被用在以下联赛中：北部协会联赛（涵盖北部及东部各县，或其它：基尔、新明斯特和弗伦斯堡市以及北弗里斯兰、石勒苏益格、伦茨堡-埃肯弗德和普伦县）和南部协会联赛（涵盖西部和南部各县，或其他：荷尔斯泰因及迪特马尔申县的其余部分）。如今的石勒苏益格-荷尔斯泰因足球联赛在此期间被称为“石勒苏益格-荷尔斯泰因州级联赛（Landesliga Schleswig-Holstein）”。自1978年起，两者的名称互换，州级联赛作为协会联赛继续举办，而原协会联赛则被更名为州级联赛。
协会联赛作为石勒苏益格-荷尔斯泰因的最高级别赛事，其称谓一直保留至2008年，而两个州级联赛则是至1999年。它们被替换为4个行政区高级联赛并在2008年再次根据不同的地域划分为目前的4个协会联赛。在2017年将有另一项改革的计划。协会联赛应从4个赛区减少为双赛区，在这之下则规划组建4个州级联赛。在2016年6月4日的协会代表大会中，确定了自2017-18赛季起实施的联赛系统改革。协会联赛将成为德国的第7级赛事，而作为新的第6级赛事，州级联赛将新设立石勒苏益格和荷尔斯泰因两个赛区位居石勒苏益格-荷尔斯泰因高级联赛之下。

## 历年冠军

### 西北协会联赛
| - 2009：叙尔特-哈德比 - 2010：叙尔特 - 2011：胡苏姆 | - 2012：石勒苏益格06 - 2013：胡苏姆 - 2014：安格尔恩02 | - 2015：弗伦斯堡 - 2016：弗里西亚里苏姆-林德霍尔姆 |

### 东北协会联赛
| - 2009：克劳斯多夫 - 2010：博德斯霍尔姆 - 2011：普雷茨 | - 2012：阿尔滕霍尔茨 - 2013：希尔克塞 - 2014：博德斯霍尔姆 | - 2015：基利亚基尔 - 2016：孔科耳狄亚申基兴 |

### 西南协会联赛
| - 2009：新明斯特联盟 - 2010：托德斯费尔德 - 2011：伊策霍埃 | - 2012：哈滕霍尔姆 - 2013：新明斯特联盟 - 2014：SG雷黑尔/普尔斯 | - 2015：FC雷黑尔/普尔斯 - 2016：莱格尔多夫 |

### 东南协会联赛
| - 2009：艾切德 - 2010：斯特兰德08 - 2011：布赖滕费尔德 | - 2012：多恩布赖特吕贝克 - 2013：艾切德二队 - 2014：奥伊廷08 | - 2015：奥尔登堡SV - 2016：斯特兰德08 |